# Jacques Donnay
Jacques Donnay (ur. 7 stycznia 1925 w Lille, zm. 13 marca 2024) – francuski polityk, poseł do Parlamentu Europejskiego IV kadencji, senator.

## Życiorys
Z wykształcenia prawnik, pracował w branży handlowej. Politycznie związany z gaullistowskim Zgromadzeniem na rzecz Republiki. W 1982 uzyskał mandat radnego miejskiego w Lille. Od 1992 do 1998 zajmował stanowisko przewodniczącego rady departamentu Nord. W latach 1994–1999 był posłem do Parlamentu Europejskiego IV kadencji, pełniąc m.in. funkcję członka prezydium grupy Unia dla Europy. W 1999 wszedł w skład Senatu, zastępując zmarłego parlamentarzystę. W wyższej izbie francuskiego parlamentu zasiadał do 2001.